# Pałeczka zapalenia płuc
Pałeczka zapalenia płuc (Klebsiella pneumoniae, dawniej nazywana pałeczką Friedländera) – otoczkowa, nieprzetrwalnikująca, bezrzęskowa bakteria Gram ujemna o dużej zjadliwości. Została opisana po raz pierwszy przez Friedländera w 1883 roku. Wchodzi w skład bioty fizjologicznej skóry, jamy ustnej i jelit. Jest przyczyną około 8% zakażeń szpitalnych.

## Fizjologia i profil biochemiczny
Pałeczki Klebsiella pneumoniae wytwarzają ureazę, fermentują laktozę, glukozę; potrafią wykorzystać kwas malonowy i cytrynian sodu jako źródło węgla. Hodowla odbywa się na agarze zwykłym, agarze z krwią oraz podłożu MacConkeya. Śluzowy wygląd kolonii w trakcie hodowli pozwala na kwalifikację do prawidłowego rodzaju, dalsza identyfikacja wymaga testów biochemicznych. Mikroskopowo przyjmują wygląd pałeczek.

## Chorobotwórczość
Pałeczka zapalenia płuc występuje bardzo często w drogach oddechowych i przewodzie pokarmowym u pacjentów przebywających w szpitalu (u 1–6% zdrowych osób i u około 20% hospitalizowanych). Może spowodować zapalenie płuc z wykrztuszaniem gęstej, podbarwionej krwią, lepkiej plwociny, zakażenia w obrębie przewodu pokarmowego, kości, stawów lub układu moczowego, przy czym zakażenie tego ostatniego prowadzi czasami do sepsy. U noworodków jest ponadto czynnikiem etiologicznym zapalenia opon mózgowych.

## Leczenie i oporność na antybiotyki
Bakteria posiada wrodzoną oporność na antybiotyki z grupy penicylin związaną z wytwarzaniem penicylinazy, przy czym także penicyliny z inhibitorem wykazują niezadowalającą aktywność. Część szczepów – w Polsce jest to około 60% – wytwarza enzym rozkładający antybiotyki o szerokim spektrum substratowym (ESβL), który wyklucza stosowanie cefalosporyn wszystkich generacji. Pierwsze szczepy oporne wyizolowano w 1983, a ich selekcja jest jednym z negatywnych skutków stosowania antybiotyków o szerokim spektrum działania. Część pałeczek jest ponadto oporna na aminoglikozydy. W 1996 po raz pierwszy w Stanach Zjednoczonych opisano szczepy Klebsiella pneumoniae produkujące karbapenemazy.
Aktywność zachowują: kolistyna, kotrimoksazol i fluorochinolony.